# مغربی
مغربی فیلمی به کارگردانی محمدرضا فاضلی و نویسندگی رضا عقیلی محصول سال ۱۳۵۲ است.

## خلاصه داستان
پری خال دار (شهناز تهرانی) عاشق پهلوان مغربی (محمدرضا فاضلی) است. مغربی پری را به زیارت می‌برد. علی (منوچهر وثوق)، که سابقاً با پری (مریم) آشنا بوده، دوست صمیمی مغربی است، و غلام (احمد معینی)، داماد مغربی، که از علی و مغربی دل خوشی ندارد، مغربی را نسبت به رابطهٔ علی و مریم بدبین می‌کند، تا آنجا که مغربی تصمیم می‌گیرد مریم و علی را به قتل برساند. خواهر مغربی (پریچهر پاکان)، که همسر غلام است، موضوع را به علی خبر می‌دهد، و می‌کوشد برادرش را از قتل مریم بازدارد. علی نیز با غلام درگیر می‌شود و زخم برمی‌دارد؛ اما قبل از مرگ غلام را از پا درمی‌آورد. با رسیدن مأموران پلیس واقعیت بر مغربی روشن می‌شود.

## بازیگران
- منوچهر وثوق
- شهناز تهرانی
- محمدرضا فاضلی
- احمد معینی
- ایران قادری
- معصومه تقی‌پور
- بهزاد رحیم خانی
- هادی طاهری
- رحیم متین
- علی ترابی
- علی طراول
- پریچهر پاکان